# 十字架を担うキリスト (セバスティアーノ・デル・ピオンボ)
『十字架を担うキリスト』（じゅうじかをになうキリスト、西: Cristo con la cruz a cuestas、英: Jesus Carrying the Cross）は、イタリア・盛期ルネサンス期の画家セバスティアーノ・デル・ピオンボが1516年ごろ、キャンバス上に油彩で描いた絵画で、画家が制作した数点の「十字架を担うキリスト」のうちの1つである。カトリック王フェルナンドとカール5世 (神聖ローマ皇帝) の時代の1506-1521年にスペインのローマ大使であったへロニモ・ビック・イ・バルテーラ (Jerónimo Vich y Valterra) により画家に発注され、彼がスペインに帰国した際にスペインにもたらされた。その後、ビック大使の曾孫のディエゴ・ビックが借金のかたとしてフェリペ4世に譲渡した。作品は現在、マドリードのプラド美術館に所蔵されている。

## 作品
本作は1516年ごろに制作されたが、この年にセバスティアーノはジュリオ・デ・メディチから『ラザロの復活』 (ロンドン・ナショナル・ギャラリー) を描くよう委嘱された。この作品はラファエロの『キリストの変容』 (ヴァチカン美術館) と競合すべく描かれたが、ヴァザーリによればミケランジェロがセバスティアーノに素描を供給して援助した。
ミケランジェロが本作のためにもセバスティアーノに素描を供給したという証拠はないものの、ミケランジェロの影響はとりわけイエス・キリストの身体の堂々とした描き方に明らかである。また、セバスティアーノはヴェネツィアにおける修行の成果を、本作に見られる象徴的、劇的意図を表す色彩の使用において示している。
「マタイによる福音書」、「マルコによる福音書」、「ルカによる福音書」によれば、キリストの十字架を背負わされたのはキレネ人のシモンであった。「ヨハネによる福音書」(19章17節) にのみ、キリストが重い十字架を背負って、ゴルゴタの丘を登ったと伝えられている。
セバスティアーノは場面を慣例であった屋外のいわゆる「ヴィア・ドロローサ」 (苦難の道) には設定せず、屋内のピラトの宮殿内に設定している。キリストの背後には刑執行人と兵士が立っている。場面設定の変更にもかかわらず、場面の劇的な力はいささかも損なわてはおらず、前景のキリスト、刑執行人、兵士の人物像に焦点を当てることにより大きな苦悩の感覚が伝えられている。右側の窓からは、ゴルゴタの丘へ向かう一団が見える。 

## セバスティアーノ・デル・ピオンボの同主題作

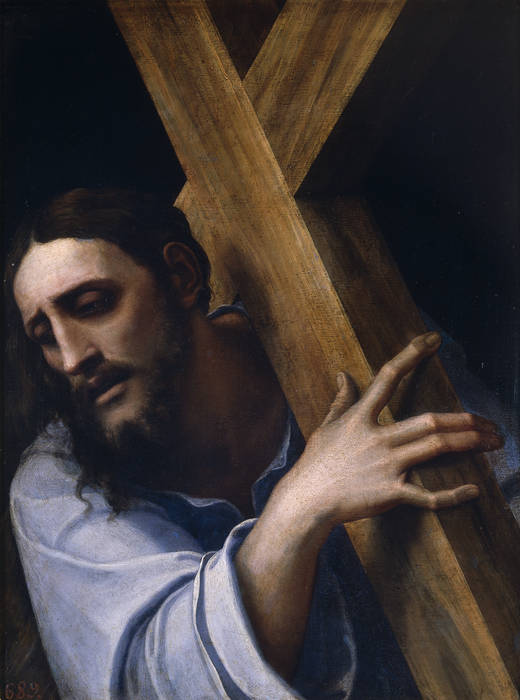
プラド美術館 (マドリード)、1532-1535年
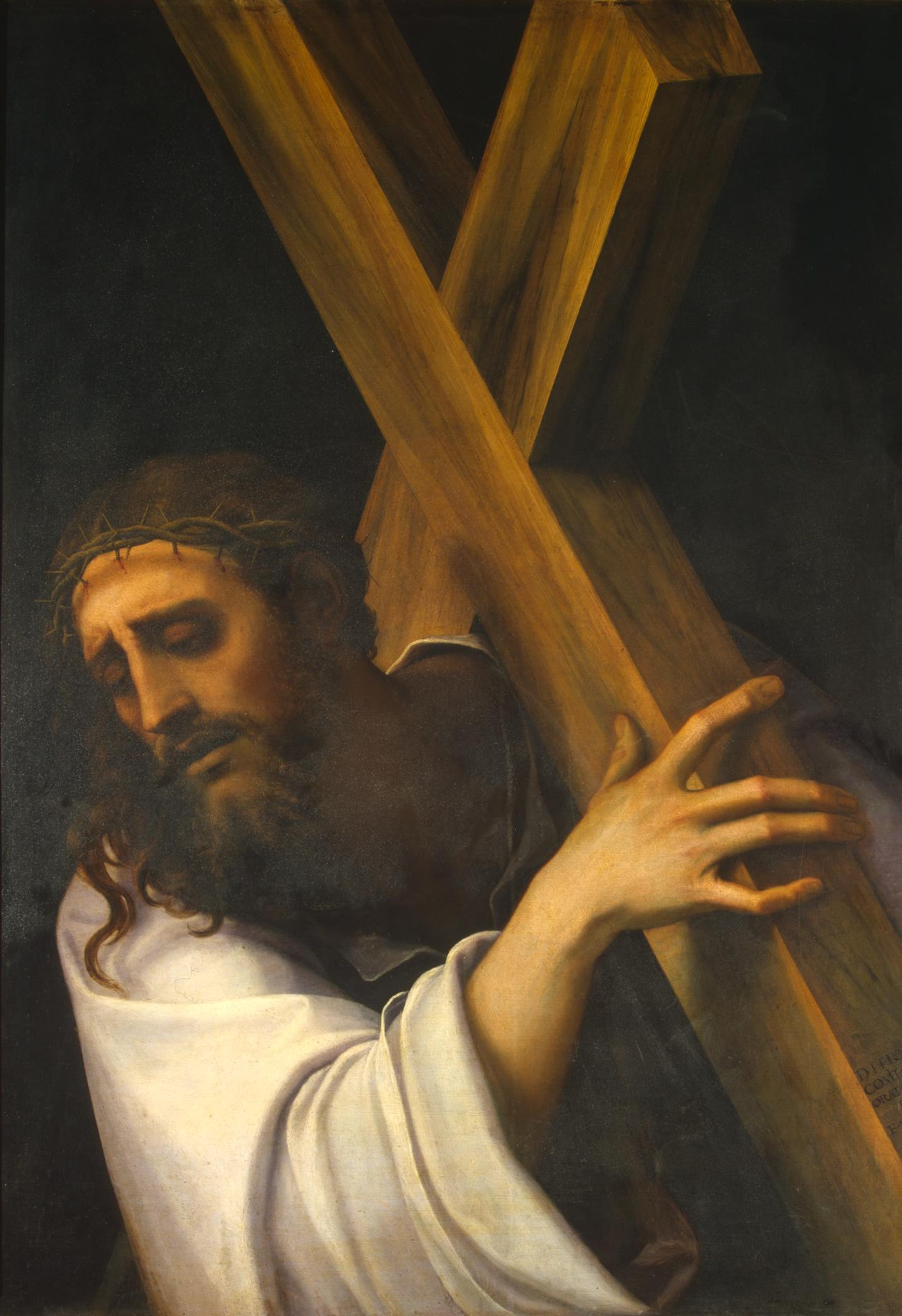
エルミタージュ美術館 (サンクトペテルブルク)、1537年
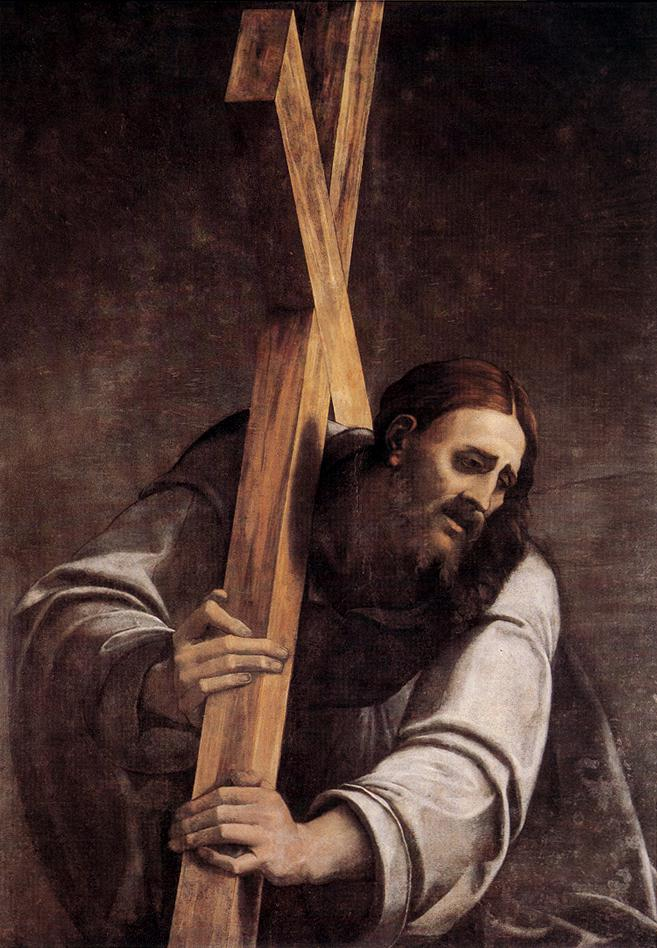
ブダペスト国立西洋美術館、1535-1540年